# Austrotinodes texensis
Austrotinodes texensis är en nattsländeart som beskrevs av Bowles 1995. Austrotinodes texensis ingår i släktet Austrotinodes och familjen trattnattsländor. Inga underarter finns listade i Catalogue of Life.